# 上派泰尼
上派泰尼（匈牙利語：Felsőpetény）是匈牙利诺格拉德州所辖的一个村，与下派泰尼相邻。总面积14.50平方公里，总人口732，人口密度50.5人/平方公里（2011年1月1日）。